# Vuelta a España 2025
La Vuelta a España 2025, ottantesima edizione della corsa e valida come prova dell'UCI World Tour 2025, si svolgerà dal 23 agosto al 14 settembre 2025 per un totale di 3 144 km, suddiviso in ventuno tappe, con partenza in Italia da Torino e arrivo, come da tradizione, a Madrid.

## Tappe
| Tappa  | Data         | Percorso                                                             | km    | Vincitore di tappa | Leader cl. generale |
| ------ | ------------ | -------------------------------------------------------------------- | ----- | ------------------ | ------------------- |
| 1ª     | 23 agosto    | Torino (Venaria Reale) (ITA) > Novara (ITA)                          | 183   |                    |                     |
| 2ª     | 24 agosto    | Alba (ITA) > Limone Piemonte (ITA)                                   | 157   |                    |                     |
| 3ª     | 25 agosto    | San Maurizio Canavese (ITA) > Ceres (ITA)                            | 139   |                    |                     |
| 4ª     | 26 agosto    | Susa (ITA) > Voiron (FRA)                                            | 192   |                    |                     |
| 5ª     | 27 agosto    | Figueres > Figueres (cron. individuale)                              | 20    |                    |                     |
| 6ª     | 28 agosto    | Olot > Pal (AND)                                                     | 171   |                    |                     |
| 7ª     | 29 agosto    | Andorra la Vella (AND) > Cerler                                      | 187   |                    |                     |
| 8ª     | 30 agosto    | Monzón Templario > Saragozza                                         | 158   |                    |                     |
| 9ª     | 31 agosto    | Alfaro > Valdezcaray                                                 | 195   |                    |                     |
|        | 1º settembre | giorno di riposo                                                     |       |                    |                     |
| 10ª    | 2 settembre  | Navarra (Parco Naturale Sendaviva) > Isaba (El Ferial Larra-Belagua) | 168   |                    |                     |
| 11ª    | 3 settembre  | Bilbao > Bilbao                                                      | 167   |                    |                     |
| 12ª    | 4 settembre  | Laredo > Los Corrales de Buelna                                      | 143   |                    |                     |
| 13ª    | 5 settembre  | Cabezón de la Sal > Angliru                                          | 202   |                    |                     |
| 14ª    | 6 settembre  | Avilés > La Farrapona/Lagos de Somiedo                               | 135   |                    |                     |
| 15ª    | 7 settembre  | A Veiga/Vegadeo > Monforte de Lemos                                  | 167   |                    |                     |
|        | 8 settembre  | giorno di riposo                                                     |       |                    |                     |
| 16ª    | 9 settembre  | Poio > Mos Castro de Erville                                         | 172   |                    |                     |
| 17ª    | 10 settembre | O Barco de Valdeorras > Alto de El Morredero                         | 143   |                    |                     |
| 18ª    | 11 settembre | Valladolid > Valladolid (cron. individuale)                          | 26    |                    |                     |
| 19ª    | 12 settembre | Rueda > Guijuelo                                                     | 159   |                    |                     |
| 20ª    | 13 settembre | Robledo de Chavela > Bola del Mundo                                  | 159   |                    |                     |
| 21ª    | 14 settembre | Alalpardo > Madrid                                                   | 101   |                    |                     |
| Totale | Totale       | Totale                                                               | 3 144 |                    |                     |

## Squadre e corridori partecipanti
| N. | Cod. | Squadra                    |
| -- | ---- | -------------------------- |
|    | ADC  | Alpecin-Deceuninck         |
|    | ARK  | Arkéa-B&B Hotels           |
|    | TBV  | Bahrain Victorious         |
|    | BBH  | Burgos-Burpellet-BH        |
|    | CJR  | Caja Rural-Seguros RGA     |
|    | COF  | Cofidis                    |
|    | DAT  | Decathlon AG2R La Mondial. |
|    | EFE  | EF Education-EasyPost      |
|    | GFC  | Groupama-FDJ               |
|    | IGD  | Ineos Grenadiers           |
|    | IWA  | Intermarché-Wanty          |
|    | IPT  | Israel-Premier Tech        |

| N. | Cod. | Squadra                 |
| -- | ---- | ----------------------- |
|    | LTK  | Lidl-Trek               |
|    | LOT  | Lotto                   |
|    | MOV  | Movistar Team           |
|    | Q36  | Q36.5 Pro Cycling Team  |
|    | RBH  | Red Bull-Bora-Hansgrohe |
|    | SOQ  | Soudal Quick-Step       |
|    | JAY  | Team Jayco AlUla        |
|    | TPP  | Team Picnic PostNL      |
|    | TVL  | Team Visma-Lease a Bike |
|    | UAD  | UAE Team Emirates XRG   |
|    | XAT  | XDS Astana Team         |

## Dettagli delle tappe

### 1ª tappa
- 23 agosto: Torino (Venaria Reale) (ITA) > Novara (ITA) – 183 km

Risultati
| Pos. | Corridore | Squadra | Tempo |
| ---- | --------- | ------- | ----- |
| 1    |           |         |       |
| 2    |           |         |       |
| 3    |           |         |       |

| Pos. | Corridore | Squadra | Tempo |
| ---- | --------- | ------- | ----- |
| 1    |           |         |       |
| 2    |           |         |       |
| 3    |           |         |       |

## Evoluzione delle classifiche
| Tappa              | Vincitore | Classifica generale Maglia rossa | Classifica a punti Maglia verde | Classifica scalatori Maglia a pois | Classifica giovani Maglia bianca | Classifica a squadre Numero rosso | Premio combattività Numero giallo |
| ------------------ | --------- | -------------------------------- | ------------------------------- | ---------------------------------- | -------------------------------- | --------------------------------- | --------------------------------- |
| 1ª                 |           |                                  |                                 |                                    |                                  |                                   |                                   |
| 2ª                 |           |                                  |                                 |                                    |                                  |                                   |                                   |
| 3ª                 |           |                                  |                                 |                                    |                                  |                                   |                                   |
| 4ª                 |           |                                  |                                 |                                    |                                  |                                   |                                   |
| 5ª                 |           |                                  |                                 |                                    |                                  |                                   |                                   |
| 6ª                 |           |                                  |                                 |                                    |                                  |                                   |                                   |
| 7ª                 |           |                                  |                                 |                                    |                                  |                                   |                                   |
| 8ª                 |           |                                  |                                 |                                    |                                  |                                   |                                   |
| 9ª                 |           |                                  |                                 |                                    |                                  |                                   |                                   |
| 10ª                |           |                                  |                                 |                                    |                                  |                                   |                                   |
| 11ª                |           |                                  |                                 |                                    |                                  |                                   |                                   |
| 12ª                |           |                                  |                                 |                                    |                                  |                                   |                                   |
| 13ª                |           |                                  |                                 |                                    |                                  |                                   |                                   |
| 14ª                |           |                                  |                                 |                                    |                                  |                                   |                                   |
| 15ª                |           |                                  |                                 |                                    |                                  |                                   |                                   |
| 16ª                |           |                                  |                                 |                                    |                                  |                                   |                                   |
| 17ª                |           |                                  |                                 |                                    |                                  |                                   |                                   |
| 18ª                |           |                                  |                                 |                                    |                                  |                                   |                                   |
| 19ª                |           |                                  |                                 |                                    |                                  |                                   |                                   |
| 20ª                |           |                                  |                                 |                                    |                                  |                                   |                                   |
| 21ª                |           |                                  |                                 |                                    |                                  |                                   |                                   |
| Classifiche finali |           |                                  |                                 |                                    |                                  |                                   |                                   |